# 아이카와 카나타
아이카와 카나타(일본어: 相川 奏多 あいかわ かなた[*], 2004년 10월 20일 ~ )는 일본의 여성 성우. 효고현 출신. 뮤직 레인 소속.